# Starenje mozga
Starenje mozga je proces transformacije mozga u starijem životnom dobu, uključujući promene koje doživljavaju svi pojedinci i one od bolesti (uključujući neprepoznatu bolest). Obično se ovo odnosi na ljude.
Pošto je produženje života relevantno samo ako je praćeno produženjem zdravstvenog perioda, i što je još važnije, očuvanjem zdravlja mozga i kognicije, pronalaženje pristupa podmlađivanja koji deluju istovremeno u perifernim tkivima i u funkciji mozga je ključna strategija za razvoj tehnologije podmlađivanja.
Starenje je glavni faktor rizika za najčešće neurodegenerativne bolesti, uključujući blago kognitivno pogoršanje, demencije uključujući Alchajmerovu bolest, cerebrovaskularnu bolest, Parkinsonovu bolest i Lu Gerigovu bolest. Dok se mnogo istraživanja fokusiralo na bolesti starenja, postoji mali broj informativnih studija o molekularnoj biologiji mozga koji stari u odsustvu neurodegenerativne bolesti ili neuropsihološkog profila zdravih starijih odraslih osoba. Međutim, istraživanja sugerišu da je proces starenja povezan sa nekoliko strukturnih, hemijskih i funkcionalnih promena u mozgu, kao i nizom neurokognitivnih promena. Nedavni izveštaji o modelnim organizmima sugerišu da kako organizmi stare, postoje jasne promene u ekspresiji gena na nivou pojedinačnog neurona.

## Spoljašnje veze
- National Institute on Aging: Instruments to Detect Cognitive Impairment in Older Adults.

|  | Molimo Vas, obratite pažnju na važno upozorenje u vezi sa temama iz oblasti medicine (zdravlja). |